# Ad providam
Ad providam je papeška bula, ki jo je napisal papež Klemen V. 2. maja 1312.
S to bulo je papež podelil večji del premoženja razpuščenih vitezov templjarjev suverenemu vojaškemu redu bolnišnice sv. Janeza iz Jeruzalema, Rodosa in z Malte.